# Чамберс (Небраска)
Чамберс (англ. Chambers) — селище (англ. village) в США, в окрузі Голт штату Небраска. Населення — 288 осіб (2020).

## Географія
Чамберс розташований за координатами 42°12′17″ пн. ш. 98°44′55″ зх. д. / 42.20472° пн. ш. 98.74861° зх. д. (42.204733, -98.748606).  За даними Бюро перепису населення США в 2010 році селище мало площу 2,64 км², уся площа — суходіл.

## Демографія
Згідно з переписом 2010 року, у селищі мешкало 268 осіб у 135 домогосподарствах у складі 80 родин. Густота населення становила 102 особи/км².  Було 166 помешкань (63/км²).
Расовий склад населення:
| - 100,0 % — білих |

До двох чи більше рас належало 0,0 %. Частка іспаномовних становила 0,7 % від усіх жителів.
За віковим діапазоном населення розподілялося таким чином: 18,3 % — особи молодші 18 років, 51,5 % — особи у віці 18—64 років, 30,2 % — особи у віці 65 років та старші. Медіана віку мешканця становила 54,0 року. На 100 осіб жіночої статі у селищі припадало 95,6 чоловіків;  на 100 жінок у віці від 18 років та старших — 87,2 чоловіків також старших 18 років.
Середній дохід на одне домашнє господарство  становив 50 628 доларів США (медіана — 41 161), а середній дохід на одну сім'ю — 63 967 доларів (медіана — 56 250). Медіана доходів становила 32 292 долари для чоловіків та 30 469 доларів для жінок. За межею бідності перебувало 10,8 % осіб, у тому числі 8,2 % дітей у віці до 18 років та 10,2 % осіб у віці 65 років та старших.
Цивільне працевлаштоване населення становило 128 осіб. Основні галузі зайнятості: освіта, охорона здоров'я та соціальна допомога — 33,6 %, сільське господарство, лісництво, риболовля — 26,6 %, роздрібна торгівля — 10,9 %, транспорт — 9,4 %.